# Teoremas de Helmholtz
En mecánica de fluidos, los «teoremas de Helmholtz», que llevan el nombre de Hermann von Helmholtz, describen el movimiento tridimensional de un fluido en las proximidades de las líneas de vórtice. Estos teoremas se aplican a los flujos viscosos y a los flujos en los que la influencia de las fuerzas viscosas es pequeña y puede ignorarse.
Los tres teoremas de Helmholtz son los siguientes:
Primer teorema de Helmholtz
La fuerza de un tubo de vórtice no varía con el tiempo.
Segundo teorema de Helmholtz
Una línea de vórtice no puede terminar en un fluido; debe extenderse hasta los límites del fluido o formar un camino cerrado.
Tercer teorema de Helmholtz
Un elemento fluido que es inicialmente irrotacional permanece irrotacional.
Los teoremas de Helmholtz se aplican a flujos no viscosos. En las observaciones de vórtices en fluidos reales, la fuerza de los vórtices siempre decae gradualmente debido al efecto disipativo de las fuerzas viscosas.
Las expresiones alternativas de los tres teoremas son las siguientes:
1. La fuerza de un tubo de vórtice no varía con el tiempo. La fuerza de un tubo de vórtice (circulación), se define como:[2]
2. Los elementos fluidos que se encuentran en una línea de vórtice en un instante dado continúan en esa línea de vórtice. En pocas palabras, las líneas de vórtice se mueven con el fluido. Además, las líneas de vórtice y los tubos deben aparecer como un bucle cerrado, extenderse hasta el infinito o comenzar/terminar en límites sólidos.
3. Los elementos fluidos inicialmente libres de vorticidad permanecen libres de vorticidad.

Los teoremas de Helmholtz se demuestran ahora generalmente con referencia al teorema de la circulación de Kelvin. Sin embargo, los teoremas de Helmholtz se publicaron en 1858,  nueve años antes de la publicación del teorema de Kelvin en 1867.